# Rosario Giuliani
Rosario Giuliani (Terracina, 13 gennaio 1967) è un sassofonista jazz italiano.

## Biografia
Inizia da giovanissimo lo studio del sassofono contralto nel Corpo bandistico "Città di Terracina" e si diploma nel 1987 al Conservatorio Licinio Refice di Frosinone. Nel 1989 partecipa ai corsi del Berklee College of Music organizzati nel quadro del festival Umbria Jazz. Nel 1990 viene inserito dalla Rai nell'orchestra dei "Giovani talenti del jazz europeo" organizzata per un concerto svoltosi a Roma, all'Auditorium del Foro Italico, sotto la direzione di James Newton. Negli anni successivi collabora alla incisione di colonne sonore di film con maestri di fama internazionale come Ennio Morricone, Luis Bacalov, Armando Trovajoli, Nicola Piovani, Riz Ortolani.
Nel 1996 vince il premio "Massimo Urbani", mentre l'anno seguente vince il premio "Europe Jazz Contest", assegnatogli in Belgio come miglior solista e miglior gruppo. Nel 2000 vince il Top Jazz nella categoria nuovi talenti, per il referendum annuale della rivista specializzata "Musica Jazz".
Nel 2005 partecipa al progetto "Land of the sun" con Charlie Haden e Gonzalo Rubalcaba.
Nel 2006 parte per una tournée che tocca le più importanti città della Repubblica Popolare Cinese.
Le sue collaborazioni sono innumerevoli. Tra le altre ricordiamo quelle con Kenny Wheeler, Randy Brecker, Bob Mintzer, Cedar Walton, Phil Woods, Cameron Brown, Joe Locke, Donald Harrison e in Italia con Enrico Rava, Maurizio Giammarco, Tullio de Piscopo, Franco D'Andrea, Giovanni Tommaso, Enrico Pieranunzi, Dado Moroni, Javier Girotto e Flavio Boltro.
Ha suonato in diversi festival internazionali, tra i quali ricordiamo i seguenti: Alatri Jazz (Italia), Jazz&Image, Tuscia in Jazz, Jazz a Liegi, Gexto Jazz Festival (Spagna), Zagabria Jazz Festival, Umbria Jazz, Bergamo Jazz Festival, JVC Jazz Festival (Parigi), Town Hall 2001 (New York), Nancy Jazz Pulsation (Francia), North Sea Jazz Festival (Paesi Bassi), London Jazz Festival (Gran Bretagna), California, Messico, Hong Kong, Marciac Jazz Festival (Francia), Ankara Jazz Festival, Smoke jazz Club (New York), Jazz a Vienne (Francia).
Nel settembre 2000 Giuliani firma un contratto discografico con l'etichetta francese "Dreyfus Jazz" con la quale ha registrato i suoi ultimi 4 dischi, ovvero: "Luggage", uscito nell'aprile 2001, "Mr. Dodo", pubblicato nell'ottobre 2002, “More Than Ever”, uscito nell'ottobre 2004, e "Anything Else", del gennaio 2007.
Il 22 marzo del 2010 esce "Lennie's pennies" sempre per l'etichetta "Dreyfus Jazz" che lo vede impegnato con Joe La Barbera alla batteria, Pierre de Bethmann al pianoforte e Darryl Hall al contrabbasso.
Il suo ultimo lavoro è "Images" uscito nel 2013 per l'etichetta Dreyfus/BMG.
Il suo suono e la tecnica sono influenzati da artisti quali John Coltrane, Charlie Parker, Julian "Cannonball" Adderley ed Art Pepper, anche se il sassofonista, traendo spunto da questi grandi maestri, ha saputo sviluppare uno stile tutto personale, e un timbro assolutamente nuovo. Il grande compositore italiano Gianni Ferrio lo ha definito il "ragazzo millenote", scrivendo le note di copertina dell'album di Rosario Giuliani "Tension", inciso nel 1998 per la Schema Records, tutto dedicato a composizioni per il cinema del maestro e di altri musicisti, riproposti in chiave jazz.

## Strumentazione
Suona il sax alto ma ama molto esibirsi anche con il sassofono soprano. 
Come sax alto usa un Selmer mark VI, come bocchino, invece, usava un meyer 5M. Ora, invece, usa un Rafael Navarro mod. maestra hard rubber black ance Rico Jazz Select Filed 3M.
Come sax soprano, invece, utilizza un Selmer Super Action III, bocchino Bilger, ance Rico Jazz Select 3H Unfiled

## Premi
- Premio "Massimo Urbani" 1996.
- Premio Lo Straniero 1999 per la Musica.
- Premio della rivista "Musica Jazz" 2010 per il miglior sassofonista dell'anno.

## Discografia parziale
- 2000 - Luggage (Dreyfus)
- 2002 - Mr. Dodo (Dreyfus)
- 2004 - More Than Ever (Dreyfus) con Pilc e Galliano
- 2007 - Anything Else (Dreyfus)
- 2010 - Lennie's pennies (Dreyfus)
- 2013 - Images (Dreyfus/BMG)
- 2016 - The Hidden Side (Parco della Musica Records)
- 2023 - Miserere (Parco della Musica Records) con MAC Saxophone Quartet
- 2024 - Logbook - Live at Sounds (Hypnote Records)
- 2024 - Live & Kicking (Jazz Eleven) con Giovanni Mirabassi